# Sling
Sling é o segundo álbum de estúdio da cantora estadunidense Clairo, lançado em 16 de julho de 2021. O álbum foi lançado pelas gravadoras Fader, Republic e Polydor e serve como uma continuação do seu álbum de estreia, Immunity. Foi anunciado em 11 de junho do mesmo ano, junto com o lançamento de seu single principal, "Blouse".

## Antecedentes
Inicialmente, Clairo começou a postar covers, canções originais e alguns curta-metragens nas plataformas Bandcamp, Soundcloud e YouTube com o nome de DJ Baby Benz, até o videoclipe de seu single "Pretty Girl" se tornar viral no YouTube em 2017. Após a viralização, Cottrill assinou um contrato com a Fader e lançar seu EP de estreia, Diary 001, em 25 de maio de 2018. No ano seguinte, a cantora anuncia o lançamento de seu álbum de estreia, intitulado Immunity, durante o lançamento de seu single principal, "Bags". O álbum recebeu boas críticas e foi incluído em listas como "Os 50 Melhores Álbuns de 2019" da Billboard, além de vencer o Boston Music Awards de Álbum do Ano em 2019.

## Backgrounde realização
Em abril de 2020, foi relatado que Clairo havia começado a trabalhar em uma sequência para Immunity, quando ela compartilhou uma captura de tela de uma lista de reprodução intitulada "Álbum 2 (demos até agora)". Uma demo, intitulada "15 de fevereiro de 2020 londres, reino unido (demo)", datada de fevereiro de 2020 e outra intitulada "Everything I Know" ("tudo que eu sei", em tradução literal) de desde o início de abril. No processo de escrita, Clairo admitiu que "Joanie, minha cachorra, abriu meu mundo de maneiras que eu não achava que seria capaz. Cuidar dela me forçou a encarar meus próprios pensamentos sobre a paternidade e o que isso significaria para mim."
Antes do anúncio de Sling, Clairo forneceu os vocais de fundo na música "Solar Power" de Lorde ao lado de Phoebe Bridgers. "Blouse" foi tocada em seu lançamento no The Tonight Show Starring Jimmy Fallon.

## Composição
O álbum foi descrito como folk, folk rock e pop barroco. Sling foi descrito como "atraente, focado e musicalmente aventureiro", e foi inspirado nos tempos de Cottrill na casa de seus pais em Atlanta, durante a pandemia de COVID-19. Com a aproximação do co-produtor do álbum, Jack Antonoff, Cottrill pode conhecer Lorde, que fez os vocais de fundo das faixas "Blouse" e "Reaper", além disso, Cottrill colaborou nos vocais de fundo do single "Solar Power" de Lorde.

## Recepção da crítica
O álbum foi aclamado pela crítica musical. No Metacritic, que atribui uma classificação média de 0 a 100 com base em resenhas de críticos profissionais, Sling recebeu uma nota média de 82, com base em 12 avaliações.
O escritor do The Line of Best Fit, Jay Singh, descreveu que o álbum contém temas relacionados com o "anseio por estabilidade, lutando com nossa mortalidade e esforçando-se para nos tratar com cuidado". Ele também observou que Cotrill lida com os tópicos pesados de "Blouse" e "Just for Today" com "graça e nuances muito além de sua idade". Ele concluiu a análise sobre como "Cottrill pode se consolar em saber que criou algo atemporal".
| Críticas profissionais | Críticas profissionais |
| Avaliações da crítica  | Avaliações da crítica  |
| Fonte                  | Avaliação              |
| ---------------------- | ---------------------- |
| AllMusic               | 3.5 de 5 estrelas.     |
| Clash                  | 9.0/10                 |
| Gigwise                | 9 de 10 estrelas.      |
| Loud and Quiet         | 4 de 5 estrelas.       |
| Metacritic             | 82/100                 |

## Lista de faixas
Todas as faixas são produzidas por Clairo e Jack Antonoff, exceto a notada.
| Sling          |                  |                               |                         |         |  |
| N.º            | Título           | Compositor(es)                | Produtor(es)            | Duração |  |
| 1.             | "Bambi"          | Claire Cottrill Jack Antonoff |                         | 4:37    |  |
| 2.             | "Amoeba"         | Cottrill Antonoff             |                         | 3:48    |  |
| 3.             | "Patridge"       | Cottrill Antonoff             |                         | 3:13    |  |
| 4.             | "Zinnias"        | Cottrill Antonoff             |                         | 2:54    |  |
| 5.             | "Blouse"         | Cottrill                      |                         | 3:15    |  |
| 6.             | "Wade"           | Cottrill                      |                         | 4:46    |  |
| 7.             | "Harbor"         | Cottrill Sam Baker            | Cottrill Antonoff Baker | 4:24    |  |
| 8.             | "Just for Today" | Cottrill                      |                         | 3:37    |  |
| 9.             | "Joanie"         | Cottrill Antonoff             |                         | 4:45    |  |
| 10.            | "Reaper"         | Cottrill                      |                         | 2:39    |  |
| 11.            | "Little Changes" | Cottrill Antonoff             |                         | 2:40    |  |
| 12.            | "Management"     | Cottrill                      |                         | 3:48    |  |
| Duração total: | Duração total:   | Duração total:                | Duração total:          | 44:26   |  |

## Pessoal

### Músicos
- Claire Cottrill – vocais principais (todas as faixas), guitarra acústica de 12 cordas (4), violão (4, 5, 8, 10), clavicórdio (9), guitarra elétrica (1, 2, 3, 12), órgão Hammond (3), kalimba (2, 6), teclado (7), mellotron (7), piano (1, 2, 3, 6, 7, 9, 10, 11, 12), sintetizador (7), vibrafone (7, 12), piano elétrico (2, 3, 9, 10, 11)
- Jack Antonoff – guitarra acústica de 12 cordas (2, 6, 7), baixo acústico (4, 6, 12), violão (2, 4, 6, 7, 9), graves (1, 2, 3, 5, 6, 11), clavicórdio (1, 2), bateria (1, 2, 3, 4, 6, 7, 9, 11), contrabaixo elétrico (4, 7, 10), guitarra elétrica (1, 3, 4, 5, 6, 9, 10, 11, 12), baixo fretless (2, 4), guitarra (2), kalimba (6), guitarra havaiana (4, 6), mellotron (1, 5, 6, 7, 8, 11, 12), piano (1, 2, 7), programação (2), piano Rhodes (12), slide guitar (2, 11, 12), arranjo de cordas (5), sintetizador (4), contrabaixo (6, 7), violino (8), piano elétrico (1, 2, 3, 6, 12), Moog bass (2, 4, 6, 9, 11, 12)
- Jake Passmore – violão (7, 12), vocais de fundo (12), Moog bass (7), baixo acústico (7)
- Sam Baker - violão (6), kalimba (6), alaúde (6), piano (7), ukulele (6)
- Lorde - vocais de fundo (5, 10)
- Eric Byers - violoncelo (5)
- Evan Smith - clarinete (1, 4, 6, 7, 12), flauta (1, 2, 4, 5, 6, 7, 10, 12), saxofone (1, 2, 4, 5, 6, 7, 10, 12), sintetizador (1), violino (7)
- Joanie Cottrill - percussão (9)
- Bobby Hawk - violino (5, 12)

### Técnico
- Will Quinnell - engenheiro assistente de masterização (todas as faixas)
- John Rooney - engenheiro assistente de gravação (1, 2, 3, 7, 10, 12), engenheiro de gravação (4, 5, 6, 8, 9, 11)
- Shubham Mondal - engenheiro assistente de gravação (2, 4, 8, 9)
- Chris Gehringer - engenheiro de masterização (todas as faixas)
- Jack Antonoff - engenheiro de mixagem (todas as faixas), engenheiro de gravação (todas as faixas)
- Laura Sisk - engenheiro de mixagem (1, 2, 3, 4, 5, 6, 7, 8, 10, 11, 12), engenheiro de gravação (1, 2, 3, 4, 5, 6, 7, 8, 10, 11, 12)
- Sam Baker - engenheiro de gravação (7, 12)